# Landmine Marathon
A Landmine Marathon nevű amerikai death metal együttes 2004-ben alakult meg az arizonai Phoenixben. Lemezeiket a Prosthetic/Deep Six Records kiadók jelentetik meg. Korábbi énekesnőjük, Grace Perry 2012-ben elhagyta a zenekart.

## Jelenlegi tagjai
- Matt Martinez - basszusgitár (2004-)
- Ryan Butler - gitár (2006-)
- Dylan Thomas - gitár (2008-)
- Krysta Martinez - éneklés (2012-)
- Raul Varela - dobok (2012-)

## Diszkográfia
- Wounded (2006)
- Rusted Eyes Awake (2008)
- Sovereign Descent (2010)
- Gallows (2011)

## Egyéb kiadványok
- Seven Song Demo (2005)
- Four Song Demo (2005)
- Split-lemez a Scarecrow-val (2007)
- Split-lemez a The Funeral Pyre-rel (2009)
- Landmine Marathon EP (2012)